# IceCube

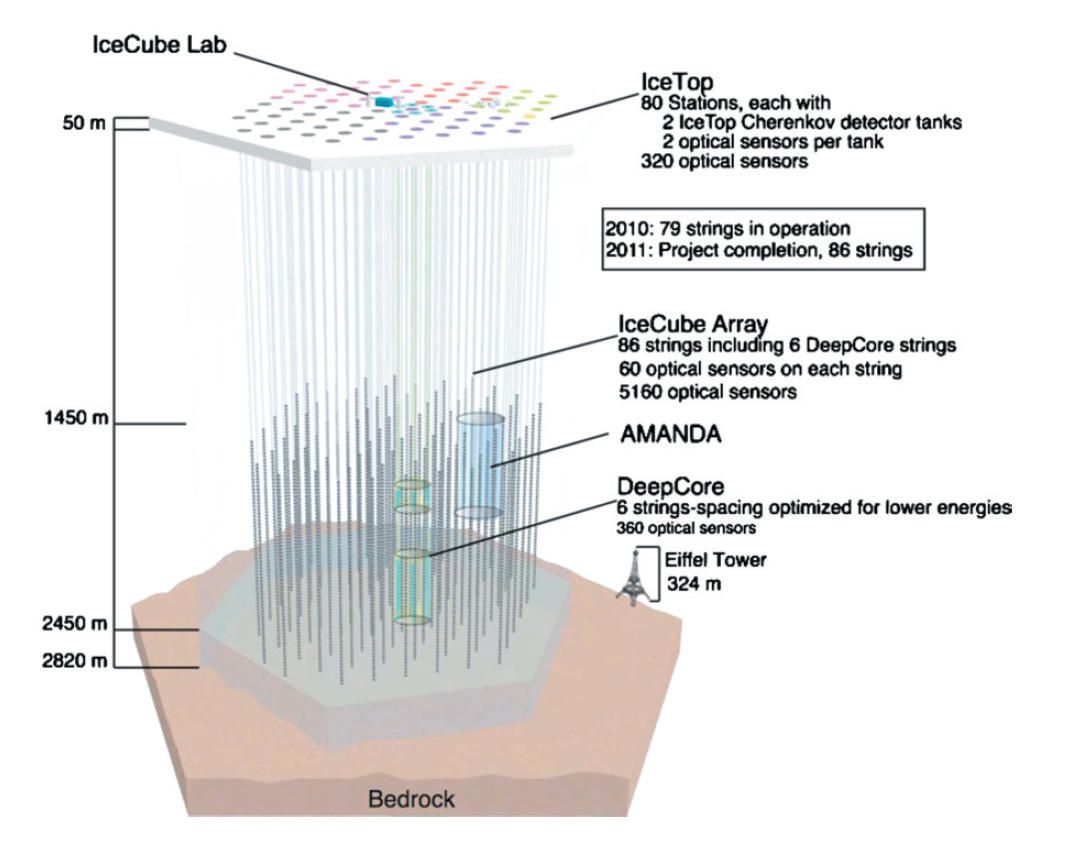
De locatie van de detectoren van IceCube t.o.v. het laboratorium

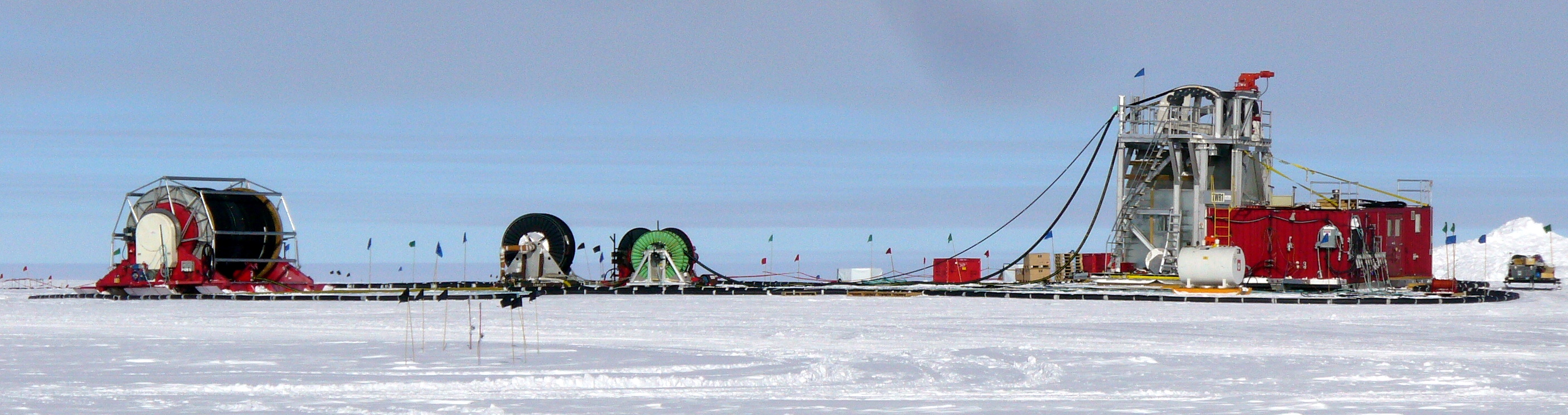
Constructie van IceCube in december 2009.

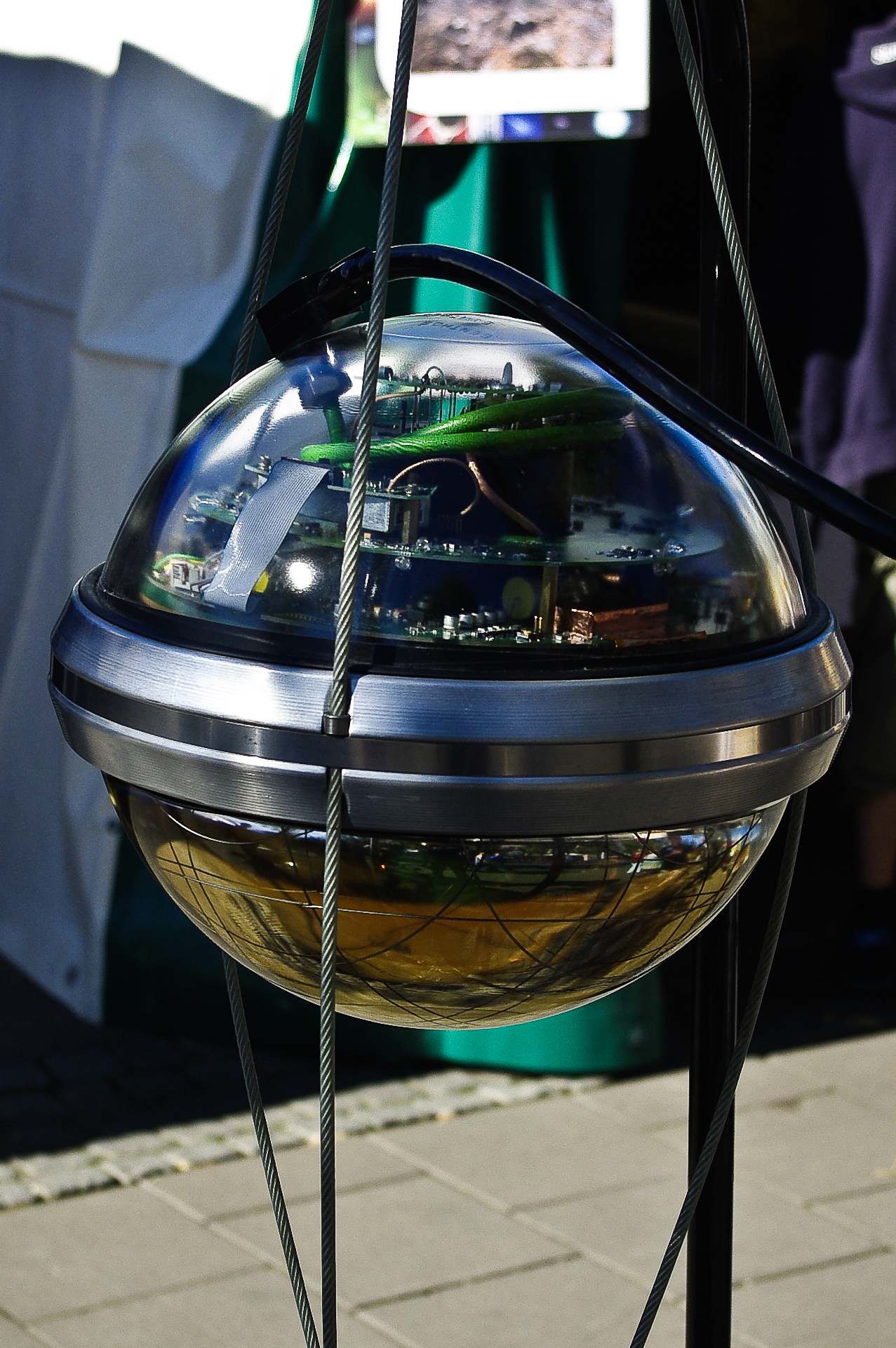
Een van de detectoren

Het IceCube Neutrino Observatory, kortweg de IceCube genoemd, is een neutrinodetector op de zuidpool, nabij het Zuidpoolstation Amundsen-Scott. Doordat het neutrino weinig wisselwerking heeft met materie is het heel moeilijk ze te detecteren. Voor neutrino's met weinig energie is helemaal geen detectiemethode bekend. Een zeer klein deel van neutrino's met voldoende energie reageert echter wel, en kan dan gedetecteerd worden door de uitgezonden tsjerenkovstraling, een zwakke blauwe flits. Neutrinodetectoren maken daarom gebruik van heel grote hoeveelheden doorzichtig materiaal zoals water of ijs. In water botst dan af en toe een neutrino op een proton, en ontstaat door opname van elektrische lading er een muon of een elektron met respectievelijk  een positieve en een negatieve lading. Deze deeltjes snellen door het water en geven tsjerenkovstraling af die door fotomultiplicatoren worden gedetecteerd. 
Verspreid over een vierkante kilometer ijs zijn met een krachtige heetwaterstraal 86 kokers van 2,5 km diep geboord. In elke koker is daarna een kabel neergelaten, met telkens 60 lichtgevoelige detectoren. In totaal zitten 5160 detectoren ingevroren in een volume van ongeveer 1 km³ ijs. Ongeveer één op een miljoen neutrino's die door het ijs passeren, botst met een proton of neutron in de kern van een waterstof- of zuurstofatoom.

## Constructie
De IceCube is een onderdeel van de University of Wisconsin-Madison. De opbouw van de IceCube kon enkel gebeuren tijdens de Antarctische zomer, van november tot februari. In de zomer kon door het permanent daglicht zonder onderbreking geboord worden. De constructie begon in 2005, toen na het plaatsen van de eerste IceCube-kabel met detectoren voldoende data beschikbaar was om met zekerheid te stellen dat de optische sensoren correct functioneerden. In de zomer van 2005–2006 werden acht bijkomende kabels geplaatst, dit maakte van de IceCube de grootste neutrinodetector ter wereld. De constructie van de IceCube werd voltooid op 17 december 2010. De totale kostprijs van het project bedroeg $279 miljoen USD.